# Itamar Franco
Itamar Augusto Cautiero Franco (Salvador, 28 de juny de 1930 – São Paulo, 2 de juny de 2011) fou un polític brasiler. Fou President del Brasil entre el 2 d'octubre de 1992 i 1 de gener de 1995.

## Origen i formació
Fill d'August Cèsar Stiebler Franco (que va morir poc abans del naixement de Itamar Franco) i d'Itàlia Cautiero.
Itamar Franco havia nascut a bord d'un vaixell de cabotatge, un "Ita" de la "comanyia nacional costera",en l'oceà Atlàntic entre Rio de Janeiro i Salvador. El registre civil del seu naixement va ser el de la capital de Bahia, on la seva mare vídua trobar refugi a la casa del seu oncle.
La seva família era de Juiz de Fora, on va créixer i es va graduar d'enginyeria civil el 1955, graduat de l'Escola d'Enginyeria de Juiz de Fora. És funcionari de l'exèrcit del Brasil.

## La vida pública abans de la presidència
Itamar va ingressar a la política a la meitat dels anys 50 a les files de la PTB. Va ser candidat a regidor de Juiz de Fora el 1958 i tinent d'alcalde d'aquesta ciutat el 1962.
Amb l'adveniment de la dictadura al país el 1964, i la posterior instal·lació en el país del bipartidisme, Itamar s'afilià al MDB, i fou candidat a alcalde de la seva ciutat en les següents eleccions, tenint èxit. Va ser Alcalde de Juiz de Fora, de 1967 a 1971. El novembre de 1972, Itamar és escollit alcalde de Juiz de Fora, per segona vegada. El 1974, va dimitir com a alcalde per competir amb èxit, al Senat com a representant de Minas Gerais.
Elegit senador, ràpidament, es va guanyar influència en el MDB, el partit de l'oposició a la dictadura, que va governar Brasil del 1964 a 1985, fou elegit vicepresident del MDB i, per tant, de l'oposició dues vegades el 1976 i 1977.
A principis dels 1980, el sistema multipartidista que es restableix al país, i a continuació Itamar s'afilia al PMDB successor polític a MDB). El 1982 Itamar és elegit Senador per segona vegada, i el seu company, Tancredo Neves, governador electe de Minas Gerais.
Durant el seu mandat, Franco va ser un ferm defensor de la campanya de Diretas Já!. Amb el rebuig de l'esmena Dante de Oliveira,es va haver de fer unes eleccions presidencials indirectes. Al col·legi electoral reunit per a l'elecció presidencial, Itamar votar al candidat de l'oposició Tancredo Neves.
Va voler ser candidat a governador de Minas Gerais, i no fou acceptat el seu nom en el PMDB, Itamar deixà el partit i s'afilia al PL i després el 1986, es va presentar al govern estatal de Minas Gerais, però sense èxit i és derrotat pel candidat del PMDB, Newton Cardoso, per una diferència de l'1% dels vots. Amb la derrota, Itamar tornà al Senat per acabar el seu mandat l'any 1990.

### Actuació a l'Assemblea Constituient
Pel que fa a l'activitat parlamentària, Itamar va participar en la tasca de l'Assemblea Nacional Constituent, va començar l'1 de febrer de 1987.
Líder del PL al Senat, el principal component dels vots va ser per: la ruptura de relacions entre el Brasil i els països que desenvolupen una política de discriminació racial, la creació de garanties col·lectives, el pagament d'un 50% major per al treball extra; la setmana laboral de 40 hores, la legalització de l'avortament, el torn ininterrumput de sis hores de treball, el preavis en funció del temps de treball, la sobirania popular; nacionalització del subsòl, la nacionalització del sistema financer, limitant el pagament de les càrregues del deute extern, i la creació d'un fons per donar suport a la reforma agrària.
Estava en contra de: la pena de mort, el presidencialisme, i l'ampliació del mandat del president José Sarney.

### Eleccions presidencials de 1989
El 1989, l'aleshores governador d'Alagoas, Fernando Collor decideix postular per a la presidència, les primeres eleccions directes al país des de 1960 i tractant-se d'un polític del Sud, convidà a ser vicepresident Itamar. Acceptant la invitació, Itamar deixa el PL, a canvi d'anar al Partit de Reconstrucció Nacional (PRN), per després ser candidat a la vicepresidència amb Fernando Collor per a la Presidència República.
Presentant-se com una oposició radical al president José Sarney i la defensa d'un programa de modernització econòmica i liberal, és elegit president Collor i Itamar Franco Vicepresident de la República, va entrar en funcions el 15 de març de 1990.

## A la Vicepresidència de la República
Inaugurat el nou govern, Itamar ràpidament s'allunyà de Collor, les divergències en importants aspectes de les polítiques econòmiques i financeres adoptades pel nou govern. Ell va criticar públicament el procés de privatització i l'aplicació dels fons de la venda d'empreses estatals, que per a ell, s'han d'utilitzar en l'àrea social.
Després de la remodelació d'abril de 1992 en el qual els antics empleats del règim militar, com Celio Borja Pratini de Morais i Angelo Calmon de Sá van entrar, Itamar es desvinculà del PRN al 5 de maig 1992.
L'activació d'una sèrie d'acusacions de corrupció contra Collor i l'inici d'una campanya per al seu impeachment va portar a Itamar públicament èmfasi en les seves diferències amb el president.
Al 29 setembre de 1992 la Cambra de Representants va decidir aclaparadorament a favor d'autoritzar l'obertura d'un procés de impeachment del President. El mateix dia, Itamar assumeix president interí fins que el titular va ser jutjat pel Senat.
No hi va haver cerimònia d'investidura, que va ser ben rebut per la població. En assumir, va proposar una política d'entesa nacional.

## A la Presidència de la República
El 1992, Collor va ser acusat de corrupció i es va sotmetre a un procés d'impeachment pel Congrés i sortí del govern.
Itamar assumeix la presidència interina el 2 d'octubre de 1992, oficialment declarat el 29 de desembre de 1992, quan Collor de Mello dimiteix.
Brasil estava enmig d'una greu crisi econòmica, i la inflació va arribar a 1100% el 1992 i va arribar a gairebé 2500% l'any següent. Itamar va canviar ministres d'economia en diverses ocasions, fins que Fernando Henrique Cardoso es va fer càrrec del Ministeri d'Hisenda.

### Plebiscit de 1993
L'abril de 1993, en compliment dels requisits de la Constitució de 1988, el govern va organitzar un plebiscit per a l'elecció de la forma i sistema de govern al Brasil. Gairebé el 30% dels votants no es va presentar o es cancel·la votació del referèndum. Dels que assisteixen a les urnes, el 66% va votar a favor de la República, enfront del 10% a favor de la monarquia. El presidencials va rebre al voltant del 55% dels vots, mentre que el parlamentària va obtenir 25% dels vots. Depenent dels resultats, va sostenir el republicà i presidencial.

### Pla Real
El febrer de 1994, el govern de Franco va posar en marxa el real brasiler, elaborat pel Ministeri de Finances de la idealització de l'economista Edmar Bacha, el que va estabilitzar l'economia i va posar fi a la crisi hiperinflacionaria. Ajudat per l'èxit del pla, Fernando Henrique Cardoso es va convertir en el candidat oficial a la successió d'Itamar, i va ser elegit president l'octubre de 1994, d'assumir la presidència en 1 de gener de 1995.

## Després de la presidència
Itamar va ser l'únic president des d'Artur Bernardes a elegir el seu successor. Amb la victòria del seu candidat, Franco va ser nomenat ambaixador a Singapur, Portugal, i més tard amb l'ambaixada del Brasil a l'Organització d'Estats Americans (OEA) a Washington, Estats Units.
No obstant això, Franco es va convertir en un fort crític del govern de Fernando Henrique Cardoso, en desacord amb el programa de privatització de les empreses de l'Estat.
A més, Itamar tenia previst postular a la presidència, un altre cop a les eleccions de 1998, però va veure que els seus plans són interromputs quan el llavors president Fernando Henrique Cardoso va decidir canviar la constitució per ser reelegit per a un altre període consecutiu. Fins i tot amb aquest nou canvi en les regles electorals, Itamar intentar postular per a la presidència, però no pot obtenir l'acreditació del PMDB, per a l'enorme pressió des de l'aleshores el president Fernando Henrique exerceix perquè no li agradaria tenir-lo com adversari. Aquesta va ser una de les raons de la ruptura de Itamar, amb Fernando Henrique Cardoso.
Sense la possibilitat de presentació de candidatures per a la presidència, Itamar llavors presenta candidatura al govern de Minas Gerais, causant una forta oposició al govern del president Fernando Henrique, i guanyar les eleccions contra el llavors governador Eduardo Azeredo de PSDB, amb el suport de Fernando Henrique.

### Governador de Minas Gerais
Itamar Franco va ser elegit governador de Minas Gerais, el 1998 pel PMDB, rebent una gran victòria sobre el llavors governador Eduardo Azeredo.
Va governar Minas Gerais del 1999 al 2003, i no obtenir l'acreditació del PMDB per postular a la presidència de la república el 2002. En aquell moment, la Convenció Nacional del PMDB escollir anar amb coalició amb el PSDB, acreditant a continuació, a Rita Camata (Espírito Santo) a la vicepresidència en la fórmula encapçalada per José Serra (SP).
Així que va assumir el càrrec, Itamar Franco va declarar una moratòria sobre l'estat de Minas Gerais. Entre altres coses, el governador va afirmar la necessitat d'emprendre una auditoria del deute estatal que, entre altres punts, va ser lligat a un tipus d'interès del 7,5% anual, mentre que estats com Sao Paulo negociat el seu deute a una taxa de 6%. Ho va intentar, amb un conjunt d'accions al barri de negocis, revertint una situació heretada de l'anterior govern, en la qual "els costos s'havien creixement més ràpid que els ingressos fiscals i es van concentrar a les posicions de la capacitat de distribució de baixa, la qual cosa soscava la promoció d'un procés desenvolupament dels socialment just 
Aquesta actitud va donar lloc a la controvèrsia Itamar ser acusat pel president del Banc Central Fraga per actuar en contra de l'estabilitat de les normes necessàries per atreure la inversió estrangera.
Tot i aquesta acció inicial, va ser el seu govern que el deute es tractés i la mineria va començar a ser pagada, tan clar Fabrício August de Oliveira 
Contràriament a la política de privatització, la Cort ha pres el control d'interès de la generació d'energia elèctrica de l'estat de Minas Gerais CEMIG, en part venuts pel seu predecessor, el llavors governador de Eduardo Azeredo, que només va aconseguir tancar els comptes a l'estat els seus dos últims anys del govern de l'eliminació de la minera de propietat pública, que va ser privatitzada en un procés de reorganització de la minera estatal que va ser la gènesi de Valério el "esquema" 
Itamar també es van aixecar contra la privatització de la companyia elèctrica Furnas, la mobilització de la Policia Militar de Minas Gerais, alguns diuen que 
La reconstrucció de les bases del sector burocràtic públic, principalment mitjançant la millora dels funcionaris públics, la modernització dels principals organismes de l'acció estatal i l'ajustament fiscal, va ser l'administració Itamar Franco, com es va analitzar Wladimir Rodrigues Dias i Robert Sorbillo Fill, en el sentit que hi va haver importants innovacions en la seva administració, sinó una organització important de l'administració pública, rebutjat pel seu predecessor.
En l'àmbit polític, Itamar Franco es va quedar per dur a terme una política centrada en les qüestions principals. La composició política del seu govern, la funció de centre d'esquerra, ha tingut la participació del PMDB, PT, PDT, PSB, PCdoB, PTB, PP i PL, entre altres partits. No obstant això, es pot dir que va governar sense partits i sense polítics Itamar es va oposar a les activitats típiques de la política tradicional, com ara els relacionats amb el clientelisme polític. Subsidis socials extints distribuït pels membres i no negociat les esmenes parlamentàries, deixant a seguir la norma habitual que l'executiu té a la legislatura. En les últimes dècades, va ser el governador amb el major nombre de projectes rebutjats en la mineria de l'Assemblea, van respondre trencant el patrocini pacte 
Després d'haver completat el seu mandat en el govern de Minas Gerais a finals de 2002, Itamar decideix no presentar-se a la reelecció i dona suport a l'aplicació de la Aécio Neves per al govern de l'estat i Luiz Inácio Lula da Silva per a la presidència la República, en contra del candidat José Serra, recolzada pel president Fernando Henrique.
A Minas Gerais, Itamar és el seu successor, i la victòria de Lula en el pla nacional, és nomenat ambaixador brasiler Itamar a Itàlia, una posició que va decidir abandonar voluntàriament en 2005.
Encara que la memòria de la majoria segueix sent un governador més proper als problemes nacionals i una possible candidatura a President de la República, va ser en el seu govern va reorganitzar les finances i el govern estatal, permetent que el pròxim governador, Aécio Neves, elegit amb el seu suport, implementar anomenat "xoc de gestió".

## Itamar avui
El 2006, va tractar de postular per a president pel PMDB, que competeixen per la nominació del partit amb Anthony Garotinho, l'ex governador de la Rio de Janeiro. Tanmateix, el 22 de maig, va anunciar la seva retirada i la seva intenció de postular per a un escó al Senat.
Va acabar perdent la indicació del PMDB de Minas Gerais al Senat per a la seva Newton Cardoso (líder de la investigació al principi, però va patir una derrota a la vigília de les eleccions). Com a resultat, poden haver-se retirat de la política.
Itamar va anunciar el 2006 el seu suport a la candidatura de Geraldo Alckmin de la Presidència de la República.
Itamar, que des de 2002, permet enllaços Aécio Neves, pel que les seves aplicacions per al govern d'Ontario, sinó també en relació amb la seva possible candidatura presidencial a 2010 es va unir a la Partit Popular i Socialista (EPA) el maig de 2009.